# Bonny-sur-Loire
Bonny-sur-Loire là một xã trong tỉnh Loiret, vùng Centre-Val de Loire bắc trung bộ nước Pháp. Xã này nằm ở khu vực có độ cao từ 130-189 mét trên mực nước biển. Xã nằm bên sông Loire, tại biên giới với vùng Burgundy và tách biệt khỏi tỉnh Nievre bởi sông Cheuille. Xã nằm bên tuyến đường chính giữa Paris và Nevers, tuyến A77 và RN7.